# Olten
Olten – miasto i gmina w północnej Szwajcarii, w kantonie Solura, w jednostce administracyjnej (Amtei) Olten-Gösgen, siedziba administracyjna okręgu Olten. Leży nad rzeką Aare. Ośrodek przemysłowy (przemysł maszynowy, środków transportu, chemiczny i cementowy). W pobliżu Olten usytuowana jest elektrownia wodna na rzece Aare.

## Demografia
W Olten mieszka 18 349 osób. W 2021 roku 29,7% populacji gminy stanowiły osoby urodzone poza Szwajcarią.

## Kultura
Znajdują się tutaj też cztery  muzea: archeologiczne, historyczne, przyrody i sztuki oraz teatr z salą koncertową i dwie sceny teatralne. 

## Sport
- EHC Olten – klub hokejowy

## Współpraca
Miejscowości partnerskie:
- Altenburg, Niemcy
- Stierva w gminie Albula/Alvra, Gryzonia

## Transport
Przez teren gminy przebiegają autostrady A1 i A2 oraz drogi główne nr 2, nr 5 i nr 265.
Znajduje się tutaj stacja kolejowa Olten oraz lotnisko Olten.